# 丘達道
丘達道（1536年—？），字和仲，四川成都府綿州人，民籍，明朝政治人物。

## 生平
四川鄉試第四十八名舉人，嘉靖三十八年（1559年）己未科三甲第一百六十九名進士。

## 家族
曾祖丘友成；祖父丘應祖，典史；父丘岳，知縣。母胡氏。